# Dyrnæs

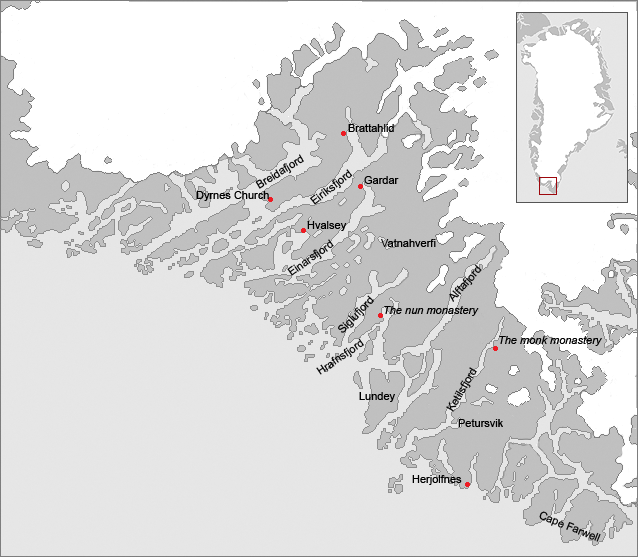
Localización de Dyrnæs en el Asentamiento Oriental.

Dyrnæs fue una colonia escandinava que formaba parte del Asentamiento Oriental que los vikingos fundaron en Groenlandia. Estuvo emplazado al norte de la actual Narsaq.

## Historia
Según el relato del ombudsman real Ívar Bárðarson (c. 1341), destinado a la diócesis de Garðar, Dyrnæs fue una de las más grandes parroquias de la Groenlandia escandinava. Las ruinas de la iglesia se encontraron durante unas excavaciones arqueológicas en 1932.